# Liste der Stadtteile des Tokioter Bezirks Bunkyō
Diese Liste der Stadtteile des Tokioter Bezirks Bunkyō zählt alle Ortsteile auf dem Gebiet des Bezirks Bunkyō (Bunkyō-ku) der Präfektur Tokio (Tōkyō-to) im nördlichen Zentrum von Tokio auf. Aufgeführt werden nur die klar abgegrenzten Gebiete, wie sie auch für Postadressen in Japan verwendet werden, nicht aber die zahlreichen ehemaligen Stadtteile oder Ortsnamen, die im Einzelfall immer noch als Ortsbezeichnungen verwendet werden.
Viele Stadtteile bestehen aus mehreren nummerierten Vierteln (丁目 chōme), die in der Regel mehrere Blocks umfassen. Die Nummern der chōme sind gegebenenfalls hinter dem Namen aufgeführt.
In einigen Tokioter Bezirken werden mehrere Stadtteile zu einem größeren Gebiet (chiiki, chiku oder ähnliches) zusammengefasst. In Bunkyō lassen sich aus historischen Gründen zwei Gebiete unterscheiden: Die beiden Gebiete Koishikawa und Hongō entsprechen den beiden bis 1947 existierenden gleichnamigen Bezirken (ku) Koishikawa und Hongō der ehemaligen Stadt Tokio (Tōkyō-shi), durch deren Zusammenschluss der Bezirk Bunkyō entstand.
Die Ausgangsreihenfolge folgt der, die die Gemeindeverwaltung von Bunkyō verwendet. Sie gruppiert die Stadtteile nach den beiden ehemaligen Stadtbezirken (Hakusan überspannt die ehemalige Bezirksgrenze) und entspricht in etwa einer geografischen Anordnung, die jeweils am Fluss Kanda im Südosten des Bezirks beginnt.
| Transkription, chōme | Kanji  | Fläche (km², Stand: 2015) | Einwohnerzahl (Feb. 2021) | Postleitzahl (2021)                         | Gebiet/früherer Bezirk |
| -------------------- | ------ | ------------------------- | ------------------------- | ------------------------------------------- | ---------------------- |
| Kōraku 1–2           | 後楽   | 0,43                      | 2100                      | 112-0004                                    | Koishikawa             |
| Kasuga 1–2           | 春日   | 0,34                      | 5756                      | 112-0003                                    | Koishikawa             |
| Koishikawa 1–5       | 小石川 | 0,86                      | 23232                     | 112-0002                                    | Koishikawa             |
| Hakusan 1–5          | 白山   | 0,98                      | 18833                     | 112-0001 (Hakusan 2–5) 113-0001 (Hakusan 1) | Koishikawa Hongō       |
| Sengoku 1–4          | 千石   | 0,70                      | 19488                     | 112-0011                                    | Koishikawa             |
| Suidō 1–2            | 水道   | 0,19                      | 6547                      | 112-0005                                    | Koishikawa             |
| Kohinata 1–4         | 小日向 | 0,51                      | 8422                      | 112-0006                                    | Koishikawa             |
| Ōtsuka 1–6           | 大塚   | 1,14                      | 19290                     | 112-0012                                    | Koishikawa             |
| Sekiguchi 1–3        | 関口   | 0,43                      | 7415                      | 112-0014                                    | Koishikawa             |
| Mejirodai 1–3        | 目白台 | 0,49                      | 7283                      | 112-0015                                    | Koishikawa             |
| Otowa 1–2            | 音羽   | 0,19                      | 6092                      | 112-0013                                    | Koishikawa             |
| Hongō 1–7            | 本郷   | 1,37                      | 21620                     | 113-0033                                    | Hongō                  |
| Yushima 1–4          | 湯島   | 0,55                      | 10282                     | 113-0034                                    | Hongō                  |
| Nishikata 1–2        | 西片   | 0,28                      | 5563                      | 113-0024                                    | Hongō                  |
| Mukōgaoka 1–2        | 向丘   | 0,36                      | 6986                      | 113-0023                                    | Hongō                  |
| Yayoi 1–2            | 弥生   | 0,27                      | 1977                      | 113-0032                                    | Hongō                  |
| Nezu 1–2             | 根津   | 0,21                      | 6634                      | 113-0031                                    | Hongō                  |
| Sendagi 1–5          | 千駄木 | 0,73                      | 20882                     | 113-0022                                    | Hongō                  |
| Hon-Komagome 1–6     | 本駒込 | 1,30                      | 27720                     | 113-0021                                    | Hongō                  |